# Chiesa di Sant'Aniol
La chiesa di Sant'Aniol (in catalano: Sant Aniol d'Aguja, in spagnolo: Sant Aniol d'Aguja) è un luogo di culto cattolico che si trova a Montagut i Oix, in Catalogna.

## Storia

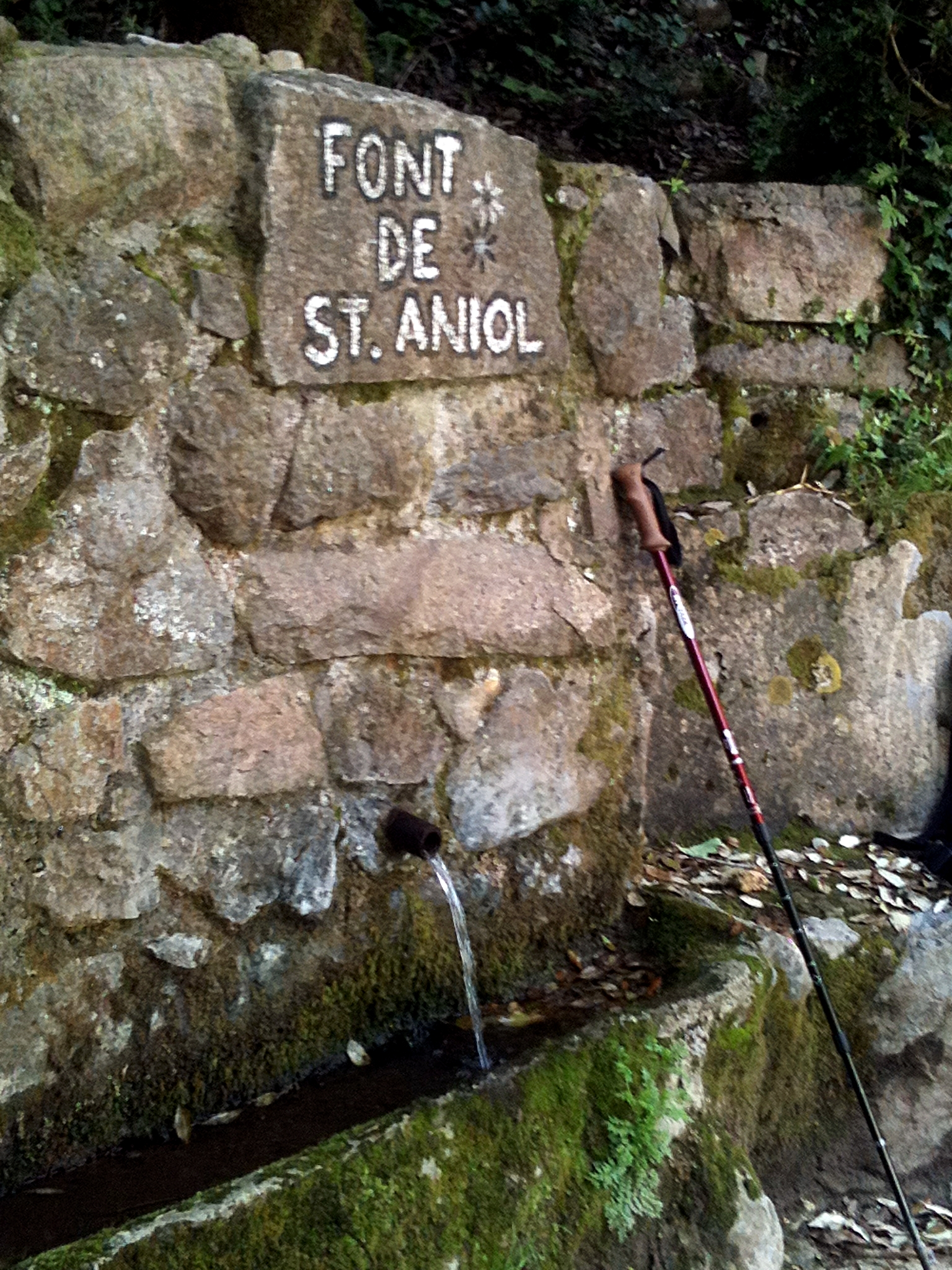
Fonte vicina alla chiesa.

Il monastero al quale è legata la chiesa di Sant Aniol potrebbe risalire alla seconda metà del IX secolo. Un documento dell'anno 871 cita la basilica di Sant Llorenç  e fa ipotizzare che quel monastero sia stato fondato dai benedettini di Sant Aniol che in seguito lasciarono il monastero originario. Nuove informazioni sull'edificio risalgono a secoli dopo e nel 1279 viene ricordato come semplice chiesa parrocchiale.